# Léon Fabert

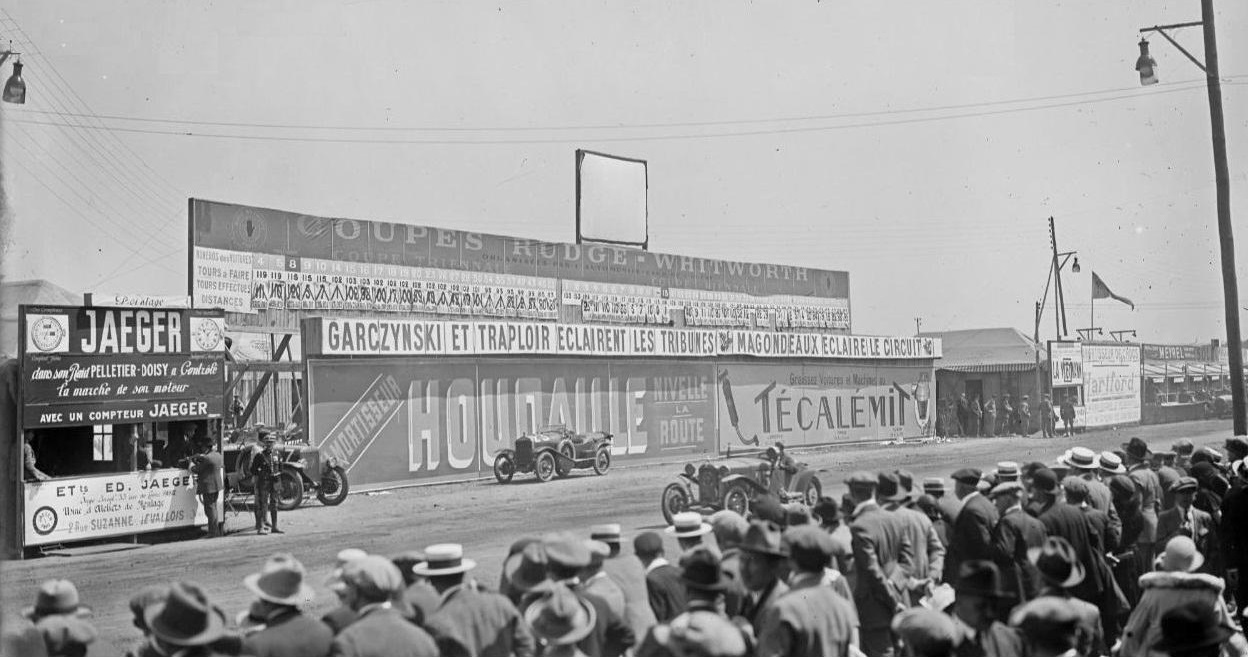
24-Stunden-Rennen von Le Mans 1924

Léon Eugène Fabert (* 12. Januar 1881 in Rouen; † 12. Januar 1936 in Paris) war ein französischer Autorennfahrer.

## Karriere als Rennfahrer
Léon Fabert ging in seiner Karriere einmal beim 24-Stunden-Rennen von Le Mans an den Start. 1924 fuhr er gemeinsam mit Lucien Erb einen S.A.R.A. ATS. Nach einem technischen Defekt fiel das Duo vorzeitig aus.

## Statistik

### Le-Mans-Ergebnisse
| Jahr | Team     | Fahrzeug     | Teamkollege | Platzierung | Ausfallgrund |
| ---- | -------- | ------------ | ----------- | ----------- | ------------ |
| 1924 | S.A.R.A. | S.A.R.A. ATS | Lucien Erb  | Ausfall     | Defekt       |